# Murakami (cráter)
Murakami es un cráter de impacto perteneciente a la cara oculta de la Luna, con el cráter Mariotte al sur-sureste. Se superpone parcialmente al borde occidental del cráter satélite Mariotte Z. Al sureste de Murakami y al noreste de Mariotte, se halla el cráter más pequeño Das, una formación circular con forma de cuenco. 
|  |

Presenta una cierta erosión en el brocal, incluyendo los cráteres más pequeños que solapan sobre sus límites sur y noreste. Justo al oeste de Murakami se localiza una zona de albedo más alto formada por materiales de color más claro.
Este elemento fue designado anteriormente Mariotte Y, antes de que la UAI le asignase su nombre actual.